# 朱利安·奥文登
朱利安·奥文登（英語：Julian Ovenden，1975年11月29日—）是英國的一位演員和歌手，出生在谢菲尔德。他曾接受歌劇歌手的訓練，並曾就讀於韋伯·道格拉斯戲劇學院。

## 外部連結
- Official website （页面存档备份，存于）
- Julian Ovenden in "Foyle's War"
- Julian Ovenden在互联网电影资料库（IMDb）上的資料（英文）